# 下原刑場

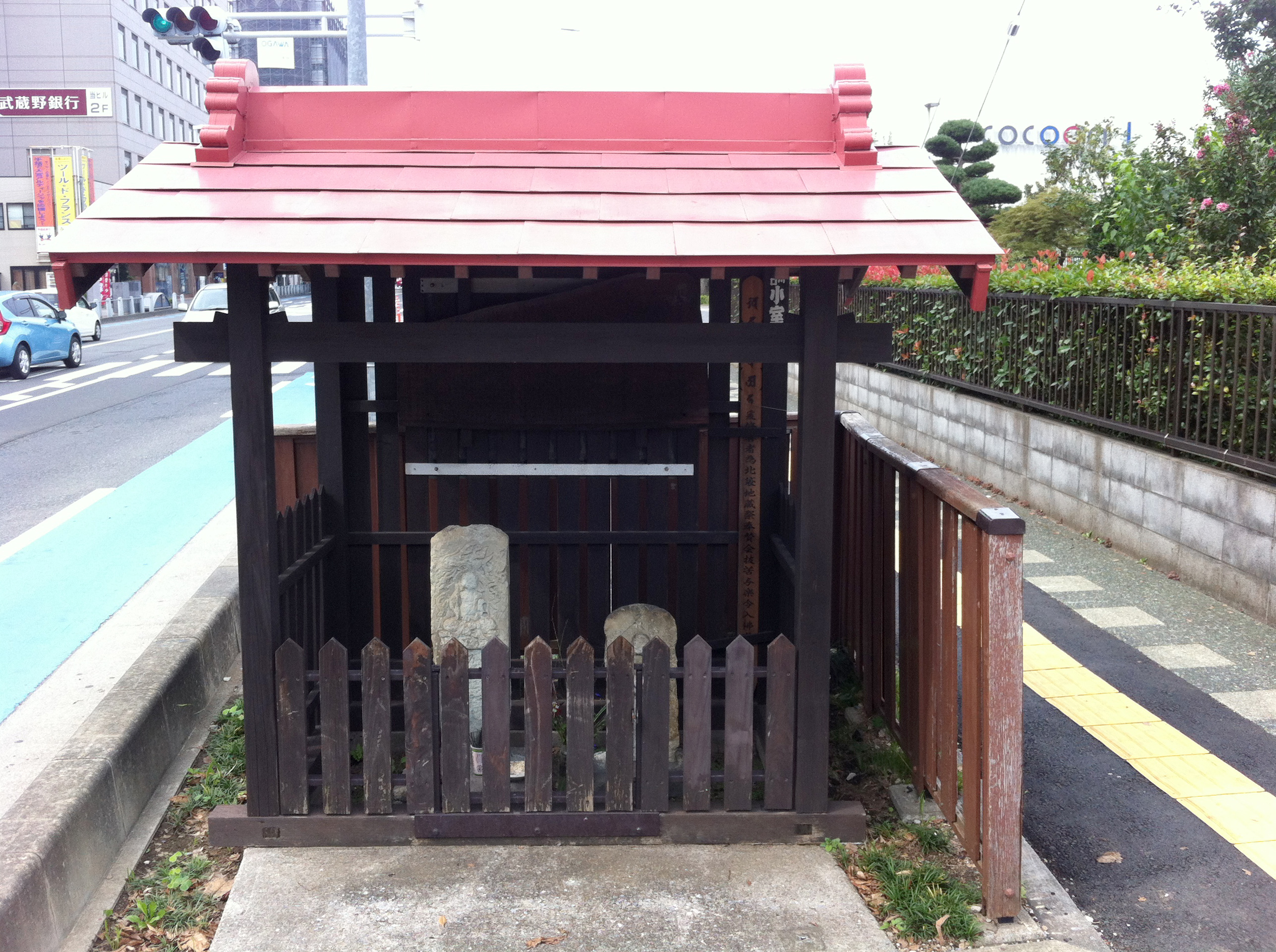
さいたま新都心、下原刑場跡地にある火の玉不動とお女郎地蔵。

下原刑場（しもはらけいじょう）は、現在の埼玉県さいたま市大宮区にあった刑場。

## 概要
江戸時代、中山道大宮宿の南方に、罪人の処刑場として下原刑場を設置した。現在の吉敷町にあたり、現在のさいたま新都心駅の東側一帯に相当する。当時一面原野であった。下原刑場は、主に武蔵国の罪人の処刑が行われ、長谷川宣以に捕らわれた盗賊団の頭目・真刀徳次郎の一族郎党の処刑（1789年（寛政元年）4月）も記録されている。大宮宿には罪人の親族が罪人と最後の別れを許された橋「涙（泪）橋」があり、説明板が設置されている。同様の橋は千住の小塚原刑場、品川の鈴ヶ森刑場近辺にもある。

## 跡地

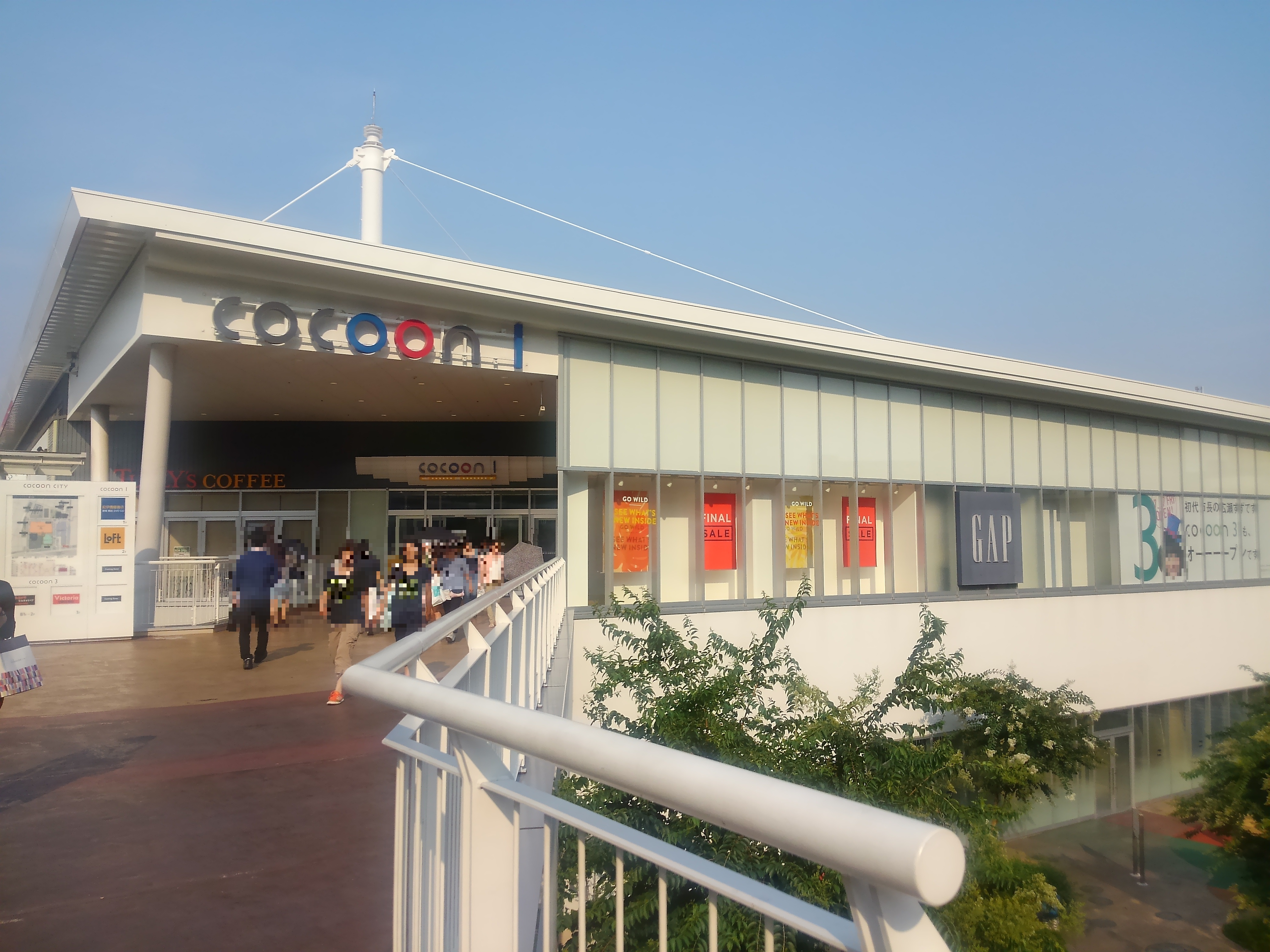
跡地周辺に建つコクーンシティ

1868年（明治元年）の明治天皇の氷川神社行幸の際に、地元から刑場廃止の嘆願書が出され、廃止に至った。跡地は片倉工業の製糸所として利用された。
1992年（平成4年）に工場が廃止されると隣接する大宮操車場跡地の開発であるさいたま新都心計画の一環として再開発が進んだ。工場跡地周辺はコクーンシティなどの商業施設が整備され、往時の面影を残すものは刑場の供養塔である「火の玉不動」のみとなっている。